# Sybra basilana
Sybra basilana är en skalbaggsart som beskrevs av Stefan von Breuning 1939. Sybra basilana ingår i släktet Sybra och familjen långhorningar.
Artens utbredningsområde är Filippinerna. Inga underarter finns listade i Catalogue of Life.